# Sant’Angelo in Pontano
Sant’Angelo in Pontano – miejscowość i gmina we Włoszech, w regionie Marche, w prowincji Macerata.
Według danych na rok 2004 gminę zamieszkuje 1496 osób, 55,4 os./km².
Miejsce urodzenia św. Mikołaja z Tolentino.